# Guatemaltekische Männer-Handballnationalmannschaft
Die guatemaltekische Männer-Handballnationalmannschaft repräsentiert den Handballverband Guatemalas als Auswahlmannschaft auf internationaler Ebene bei Länderspielen im Handball gegen Mannschaften anderer nationaler Verbände.

## Geschichte
Die Federación Nacional de Balonmano de Guatemala ist seit 1990 Mitglied in der Internationalen Handballföderation (IHF). Auf kontinentaler Ebene war sie Mitglied in der Pan-American Team Handball Federation. Seit der Aufteilung in zwei Verbände gehört sie der Süd- und zentralamerikanischen Handballkonföderation (SCAHC) an.

## Internationale Großereignisse

### Olympische Spiele
Bisher keine Teilnahme.

### Weltmeisterschaften
Bisher keine Teilnahme.

### Panamerikameisterschaften
An den bis 2018 ausgetragenen Panamerikameisterschaften nahm die Auswahl dreimal teil. Bei ihrer Premiere im Jahr 2014 verlor sie alle fünf Partien. Zwei Jahre darauf gelang der erste Sieg mit einem 31:25 gegen Paraguay im Spiel um Platz 11. Bei der letzten Austragung der Panamerikameisterschaft gelang ihr in der Vorrunde ein 31:26-Erfolg gegen Peru.
- Panamerikameisterschaft 2014: 8. Platz (von 8 Mannschaften)
- Panamerikameisterschaft 2016: 11. Platz (von 12 Mannschaften)
- Panamerikameisterschaft 2018: 8. Platz (von 11 Mannschaften)

### Süd- und zentralamerikanische Handballmeisterschaften
Bisher keine Teilnahme.

### Zentralamerikanische Handballmeisterschaften
An der Zentralamerikanischen Handballmeisterschaft nahm Guatemala zweimal teil. Im Jahr 2015 gewann die Mannschaft alle vier Spiele gegen Costa Rica, Honduras, El Salvador und Nicaragua und qualifizierte sich für die Panamerikameisterschaft 2016. Im Jahr 2023 unterlag man Nicaragua und Costa Rica und besiegte Honduras und El Salvador.

### Panamerikanische Spiele
Bisher keine Teilnahme.

### Südamerikaspiele
Bisher keine Teilnahme.

### Zentralamerikaspiele
An den Zentralamerikaspielen nahm Guatemala Auswahl dreimal teil.
- Zentralamerikanische Spiele 2001: 1. Platz (von 4 Mannschaften)
- Zentralamerikanische Spiele 2013: 2. Platz (von 5 Mannschaften)
- Zentralamerikanische Spiele 2017: 1. Platz (von 4 Mannschaften)

### Zentralamerika- und Karibikspiele
An den Zentralamerika- und Karibikspielen nahm Guatemalas Auswahl sechsmal teil.
- Zentralamerika- und Karibikspiele 1993: 4. Platz (von 4 Mannschaften)
- Zentralamerika- und Karibikspiele 2002: 4. Platz (von 4 Mannschaften)
- Zentralamerika- und Karibikspiele 2006: 6. Platz (von 7 Mannschaften)
- Zentralamerika- und Karibikspiele 2010: 5. Platz (von 7 Mannschaften)
- Zentralamerika- und Karibikspiele 2014: 6. Platz (von 8 Mannschaften)
- Zentralamerika- und Karibikspiele 2018: 5. Platz (von 8 Mannschaften)

### IHF South and Central American Emerging Nations Championship
Bei der vom Weltverband ausgerichteten IHF South and Central American Emerging Nations Championship unterlag die Mannschaft in der Vorrunde gegen Französisch-Guyana und Peru und besiegte Bolivien. Im Viertelfinale gelang die Revanche gegen Französisch-Guayana, im Halbfinale unterlag man Paraguay und im Spiel um Platz 3 Peru.
- IHF South and Central American Emerging Nations Championship 2018: 4. Platz (von 11 Mannschaften)

### IHF Emerging Nations Championship
Bei der vom Weltverband ausgerichteten IHF Emerging Nations Championship unterlag die Mannschaft im Jahr 2023 in der Vorrunde Kuba und Großbritannien, in der Zwischenrunde schlug sie Aserbaidschan und im Spiel um Platz 9 unterlag sie Moldawien.
- IHF Emerging Nations Championship 2023: 10. Platz (von 12 Mannschaften)